# Хотинський парк
Хоти́нський парк — парк-пам'ятка садово-паркового мистецтва місцевого значення в Україні. Об'єкт природно-заповідного фонду Чернівецької області. 
Розташований у центральній частині міста Хотин Чернівецької області, при вул. Свято-Покровській. 
Площа 4 га. Статус надано згідно з рішенням облвиконкому від 30.05.1979 року № 198. Перебуває у віданні: Виробниче управління ЖКГ. 
Статус надано для збереження парку, закладеного 1860 року. Зростає близько 20 видів дерев, у тому числі 5 видів, занесених до Червоної книги України. 